# Langensendelbach
Langensendelbach település Németországban, azon belül Bajorországban. Lakosainak száma 3070 fő (2023. december 31.). Langensendelbach Poxdorf és Effeltrich községekkel határos.

## Népesség
A település népessége az elmúlt években az alábbi módon változott:
| Lakosok száma | 863  | 1540 | 2764 | 2413 | 2990 | 3014 | 3069 | 3121 | 3098 | 3070 |
|               | 1875 | 1950 | 1975 | 1987 | 2012 | 2014 | 2016 | 2017 | 2021 | 2023 |